# Шаренац, Данило
Данило Васович Шаренац (серб. Данило Васа Шаренац; 27 января 1913, Давидовичи — 2 сентября 1943, Бодежишта) — югославский боснийский партизан времён Народно-освободительной войны Югославии, Народный герой Югославии.

## Биография
Родился в 1913 году в Давидовичах в богатой крестьянской семье в семье Васо и Йованы Шаренацей, крупных землевладельцев. Окончил в Фатнице начальную школу в 1925 году, в мае 1934 года был зачислен в школу младших офицеров Загреба. Дружил в молодости с деятелями коммунистической партии Югославии, в Мариборе состоял в группе революционеров. С 1939 по 1941 годы нёс службу в гарнизоне Марибора.
После капитуляции королевской армии Данило отказался складывать оружие и, переодевшись в крестьянскую одежду, бежал домой. Вскоре он был принят в КПЮ, а с сентября руководил партизанской ротой из Давидовичей и Фатницы. В октябре 1941 года стал заместителем командира батальона имени Владимира Гачиновича, с которым разгромил несколько отрядов четников. В 1942 году возглавил 2-й ударный батальон, с которым в Висине разгромил танковую колонну итальянской дивизии «Мурдже», состоявшую из четырёх танков и около ста автомобилей. Под Мостаром его группа разбила четников и взяла дорогу Мостар-Невесине.
В начале июня 1942 года Шаренац возглавил роту сопровождения при областном комитете КПЮ и оперативном штабе по Герцеговине. После отхода партизан в Западную Боснию он остался по заданию партии на территории Билеча. В августе 1942 года принял командование партизанским батальоном «Свобода», совершавшим диверсии с осени 1942 по апрель 1943 года. Позднее он вошёл в состав 10-й герцеговинской бригады, которая участвовала в битве на Сутьеске.
1 сентября 1943 Данило получил огнестрельное ранение из пистолета в схватке с четниками на Меденой-главе. Несмотря на то, что четников удалось оттеснить, следующим утром в Бодежиште Данило Шаренац умер от потери крови. Там же он и был похоронен. 
1 ноября 1943 его посмертно произвели в звание капитана. Позднее руководство Антифашистского вече Народного освобождения Югославии наградило его орденами «За храбрость» и «За заслуги перед народом» II степени. 5 июля 1951 Данило Шаренац был посмертно награждён Орденом и званием Народного героя Югославии. Памятники ему поставлены в Дивине и Билече.